# Петер Бастіансен (тенісист)
Петер Бастіансен (дан. Peter Bastiansen; нар. 3 травня 1962) — колишній данський тенісист.
Найвищу одиночну позицію світового рейтингу — 224 місце досяг 4 лютого 1985, парну — 158 місце — 24 листопада 1986 року.

## Титули на челленджерах

### Одиночний розряд: (1)
| Ранг | Рік  | Турнір             | Покриття | Суперник       | Рахунок       |
| ---- | ---- | ------------------ | -------- | -------------- | ------------- |
| 1.   | 1982 | Тампере, Фінляндія | Ґрунт    | Стів Крулевітс | 3–6, 7–5, 6–2 |

### Парний розряд: (3)
| Ранг | Рік  | Турнір             | Покриття | Партнер           | Суперники                     | Рахунок       |
| ---- | ---- | ------------------ | -------- | ----------------- | ----------------------------- | ------------- |
| 1.   | 1983 | Тампере, Фінляндія | Ґрунт    | Мікаель Мортенсен | Майк Барр Марко Остоя         | 6–4, 6–1      |
| 2.   | 1983 | Салоніки, Греція   | Ґрунт    | Мікаель Мортенсен | Майк Мібург Лео Палін         | 7–6, 7–5      |
| 3.   | 1989 | Будапешт, Угорщина | Ґрунт    | Пер Генрікссон    | Георге Косак Флорін Сегирчяну | 4–6, 6–4, 6–3 |